# Черниговский автобус
Черни́говский автобус (укр. Черні́гівський автобус) — система общественного транспорта в Чернигове (Украина). Сеть временных маршрутов — 103,6 км.

## История
Сеть городских автобусных маршрутов общего пользования утверждена решением исполнительного комитета городского совета от 28.09.2016 года № 419 (с изменениями с решением исполнительного комитета городского совета от 26.02.2019 года № 84). В 2017 году предприятием «Таксосервис» были приобретены первые в городе 4 автобуса Ataman А092H6 (см. иллюстрация шаблона), приспособленные для пассажиров с ограниченными физическими возможностями; предприятие их использует на автобусном маршруте № 37.
В 2019 году был введён новый маршрут № 41, связавший Шерстянку с гостиницей «Украина» через Старую Подусовку; до этого под данным номером был маршрут «Химволокно»—гостиница «Украина», который дублировал троллейбусный маршрут № 5 на участке улица Ивана Мазепы — проспект Победы.
С 24 февраля 2022 года, из-за Вторжения России на Украину, было прекращено движения общественного транспорта. В городе осталось 65 автобусов, которые могут начать работу, ранее маршруты обслуживали 230 автобусов.
19 мая 2022 года возобновлена работа общественного транспорта — 9 временных автобусных маршрутов.

## Описание
В 2010 году в Чернигове насчитывалось 54 маршрута, которые связывали все районы города с центром и между собой, а также близлежащие к городу сёла (Березанка, Жавинка, Киенка, Новый Белоус, Равнополье, Рудка, Старый Белоус, Якубовка). Перевозчиками выступали как предприятия («Пассесервис», «ЧТУ», «Таксосервис», «Пассервис-Люкс», «Пассавто-ЛТД», «ЧАК»), так и частные предприниматели. Подвижной состав представлен автобусами малого (например, ПАЗ, Эталон) и особо малого (например, Дельфин) классов. 

### Маршруты до 24 февраля 2022 года
До 24 февраля 2022 года в Чернигове было 36 маршрутов, которые обслуживают 240 автобусов, принадлежащие преимущественно частным перевозчикам. Стоимость проезда — 8 гривен. Для организации пассажирских перевозок задействовано 14 перевозчиков, крупнейшие из которых — «ЧТУ», «Черниговавтосервис» и «Таксосервис».
| Маршруты до 24 февраля 2022 года | Маршруты до 24 февраля 2022 года | Маршруты до 24 февраля 2022 года               | Маршруты до 24 февраля 2022 года | Маршруты до 24 февраля 2022 года |
| №                                | Пункт отправления                | Пункт предназначения                           | Маршрут | Длина (км)                       |
| -------------------------------- | -------------------------------- | ---------------------------------------------- | --- | -------------------------------- |
| 1                                | Улица Защитников Украины         | Дачи (Старый Белоус)                           | улицы Рокоссовского, 1 Мая, проспекты Победы и Мира, улицы Ивана Мазепы, площадь Победы, Жабинского, Гагарина |                                  |
| 2                                | Детский мир                      | Дачи (Равнополье)                              | проспект Мира |                                  |
| 2А                               | Железнодорожный вокзал           | Психоневрологическая больница                  | проспект Мира, улица Ивана Мазепы |                                  |
| 3                                | Эпицентр                         | Дачи (Киенка)                                  | улицы Генерала Белова, 1 Мая, 77 гвардейской дивизии, Киевская, проспекты Мира и Победы, улица Ивана Мазепы, село Павловка, улица Чкалова (Заречный)                                                                               |                                  |
| 5                                | Детский мир                      | Дачи (Новый Белоус)                            | проспект Мира, улицы Ивана Мазепы, Любечская, Элеваторная |                                  |
| 7                                | Улица Еськова                    | Мост реки Десна                                | улица Лётная, проспекты Мира и Победы, площадь Пять углов, улицы Александра Молодчего, Шевченко, Преображенская, Толстого, Лесковицкая, проспект Мира, автомобильный мост через Десну, улица Старый вокзал (на левом берегу Десны) |                                  |
| 8                                | Железнодорожный вокзал           | Улица Защитников Украины                       | проспект Победы, улицы 1 Мая, Генерала Белова, Генерала Пухова |                                  |
| 9                                | Ликеро-водочный завод            | Дачи (Жавинка)                                 | проспекты Мира и Победы, улицы Ивана Мазепы, Ушинского |                                  |
| 11                               | Железнодорожный вокзал           | Улица Пухова                                   | проспект Победы, улицы 1 Мая, Генерала Белова, Генерала Пухова, Доценко, Рокоссовского |                                  |
| 12                               | Железнодорожный вокзал           | Улица Защитников Украины                       | проспект Победы, улицы 1 Мая, Рокоссовского, Всехсвятская, Генерала Пухова |                                  |
| 14                               | Железнодорожный вокзал           | Яцево                                          | проспект Победы, площадь Пять углов, Рокоссовского, Шевченко, Кленовая |                                  |
| 15                               | Забаровка                        | Улица Савчука                                  | Летом курсирует до пляжа «Золотой берег»; улицы Красносельского, Любечская |                                  |
| 16                               | Железнодорожный вокзал           | Дачи (Вознесенское)                            | проспект Победы, Красная площадь, Шевченко, село Новосёловка |                                  |
| 17                               | КСК                              | Дачи (Новосёловка)                             | улица Ивана Мазепы, проспект Победы, улицы 1 Мая, Рокоссовского, Шевченко |                                  |
| 18                               | Детский мир                      | Дачи (Рудка)                                   | улицы Ивана Мазепы, Любечская, сёла Кошевка и Редьковка |                                  |
| 20                               | Железнодорожный вокзал           | Улица Независимости                            | проспекты Победы и Мира, улица Казацкая |                                  |
| 21                               | Клица Защитников Украины         | Улица Независимости                            | улицы Рокоссовского, 77 Гвардейской Дивизии, Героев Чернобыля, Казацкая |                                  |
| 22                               | улица Защитников Украины         | Дачи (Равнополье)                              | улицы Рокоссовского, 77 Гвардейской Дивизии, Героев Чернобыля, проспект Мира |                                  |
| 22С                              | ЗАЗ                              | Дачи (Равнополье)                              | остановки: Психоневрологическая больница, село Халявин |                                  |
| 23                               | Железнодорожный вокзал           | Улица Независимости                            | проспекты Победы и Мира, улицы Ивана Мазепы, Любечская |                                  |
| 24                               | Железнодорожный вокзал           | Певцы                                          | проспекты Победы и Мира, улицы Михалевича, Академика Рыбакова |                                  |
| 24А                              | Железнодорожный вокзал           | Улица Защитников Украины                       | через Певцы |                                  |
| 25                               | Улица Защитников Украины         | Улица Циолковского                             | улицы Рокоссовского, Шевченко, площадь Пять углов, проспекты Победы и Мира, улицы Вячеслава Черновола, Гагарина, Днепровская, Попова, Циолковского, Астра, «Химволокно»                                                            |                                  |
| 26                               | улица Лётная                     | Яцево                                          | улицы Еськова, Михалевича, проспект Мира, Героев Чернобыля, 77 Гвардейской Дивизии, Рокоссовского, Шевченко, Кленовая |                                  |
| 27                               | Александровка                    | Ликеро-водочный завод                          | улицы 1 Мая, Рокоссовского, Шевченко, проспекты Победы и Мира, улица Котляревского |                                  |
| 30                               | ЗАЗ                              | Пивзавод                                       | улицы Кольцевая, Белова, Пухова, Доценко, Рокоссовского, Шевченко, Пушкина, Преображенская, Толстого, Ивана Мазепы, проспекты Победы и Мира, улицы Казацкая, Громадская, Инструментальная, Авдеенко, Тычины, проспект Мира         |                                  |
| 33                               | Речной порт                      | Эпицентр                                       | проспект Мира, улицы Кольцевая, 1 Мая, Белова |                                  |
| 35                               | ЗАЗ                              | КСК                                            | улицы Подводника Китицына, Апрельская, Любечская, Независимости, Глебова, Гагарина, Любечская, Ивана Мазепы, проспекты Мира и Победы, улицы Попудренко, Ивана Мазепы, Музыкальная, Ивана Мазепы                                    |                                  |
| 36С                              | КСК                              | Дачи (Жавинка)                                 | улица Ушинского |                                  |
| 37                               | Железнодорожный вокзал           | Улица Еськова                                  | проспекты Победы, Мира, Лётная улица |                                  |
| 41                               | улица Циолковского               | гостиница «Украина»                            | улицы Попова, Днепровская, Гагарина, Старобелоусская, Вячеслава Черновола, проспект Мира |                                  |
| 42                               | Противотуберкулёзный диспансер   | Улица Защитников Украины                       | проспект Мира, улицы Киевская, Гончая, проспект Победы, улицы Александра Молодчего, Шевченко, Рокоссовского |                                  |
| 43                               | Железнодорожный вокзал           | Александровка                                  | проспект Победы, улица 1 Мая |                                  |
| 44                               | Эпицентр                         | Микрорайон Заречный (село Трисвятская Слобода) | улица Шевченко, Красная площадь, проспект Победы, улица Ивана Мазепы, село Павловка, улица Волгоградская (Трисвятская Слобода) |                                  |
| 46                               | Улица Защитников Украины         | Дачи (Березанка)                               | улицы Рокоссовского, Шевченко, сёла Новосёловка, Киселёвка |                                  |
| 47                               | «Химволокно»                     | Дачи (Якубовка)                                | село Павловка, Заречный, село Киенка |                                  |

### Временные маршруты с 19 мая 2022 года
Временные автобусные маршруты, запущенные 19 мая 2022 года, общей длиной 103,6 км связывают периферийные районы с центром города и между собой. Но при этом некоторые районы остались изолированными (например, Певцы, Масаны, Заречное). Стоимость проезда — 12 гривен.
| Временные маршруты с 19 мая 2022 года | Временные маршруты с 19 мая 2022 года | Временные маршруты с 19 мая 2022 года | Временные маршруты с 19 мая 2022 года | Временные маршруты с 19 мая 2022 года |
| №                                     | Пункт отправления                     | Пункт предназначения                  | Маршрут | Длина (км)                            |
| ------------------------------------- | ------------------------------------- | ------------------------------------- | --- | ------------------------------------- |
| 1                                     | Автозавод                             | Александровка                         | проспект Мира, улицы Кирпоноса, Красная площадь, Шевченко, Рокоссовского, 1 Мая                                                                                          | 14,7                                  |
| 1А                                    | Автозавод                             | Александровка                         | проспекты Мира, Победы, площадь Пять углов, Шевченко, Рокоссовского, 1 Мая                                                                                               | 14,5                                  |
| 2                                     | Химволокно                            | Автозавод                             | улица Ивана Мазепы, проспект Мира | 10,7                                  |
| 3                                     | Улица Независимости                   | Улица Нины Сагайдак                   | улицы Казацкая, Героев Чернобыля, 77 Гвардейской Дивизии, Рокоссовского, Шевченко                                                                                        | 11,7                                  |
| 4                                     | Железнодорожный вокзал                | Черниговский завод радиоприборов      | проспект Победы, улицы 1 Мая, Рокоссовского, Всехсвятская, Генерала Пухова                                                                                               | 8,3                                   |
| 4А                                    | Железнодорожный вокзал                | Черниговский завод радиоприборов      | проспект Победы, улицы 1 Мая, Генерала Белова, Генерала Пухова | 8,6                                   |
| 5                                     | Площадь Авиаторов                     | Гостиница «Украина»                   | улицы Курсанта Еськова, Михалевича, проспект Мира, улицы Казацкая, Независимости, Красносельского, Глебова, Гагарина, Репкинская, Любечская, Ивана Мазепы, проспект Мира | 14,6                                  |
| 6                                     | Улица Циолковского                    | Гостиница «Украина»                   | улицы Дмитрия Самоквасова, Текстильщиков, Попова, Днепровская, Гагарина, Репкинская, Любечская, Вячеслава Черновола, проспект Мира                                       | 7,0                                   |
| 7                                     | Улица Циолковского                    | Городская больница № 2                | улицы Дмитрия Самоквасова, Текстильщиков, Ивана Мазепы, Толстого, Преображенская, Пушкина, Шевченко, Рокоссовского, Генерала Доценко, Генерала Пухова, Белова, 1 Мая     | 13,5                                  |

### Новая постоянная сеть маршрутов
4 мая 2023 года исполнительный комитет Черниговского городского совета утвердил сеть городских автобусных маршрутов общего пользования, которые будут работать после проведения конкурса по перевозке пассажиров. Управлению транспорта, транспортной инфраструктуры и связи горсовета в срок до 31 июля поручено объявить и провести конкурс по перевозке пассажиров на городских автобусных маршрутах в соответствии с требованиями действующего законодательства. Также обеспечить заключение договоров о пассажирских перевозках с перевозчиками-победителями этого конкурса. Соответствующее решение будет введено в действие с момента обнародования результатов конкурса и определения его победителей. 
Новая постоянная сеть заменит временную, которая начала работу с весны 2022 года. Целостная сеть городских автобусных маршрутов, создавалась путём упорядочения и совершенствования существующей сети, учитывая многочисленные обращения граждан, которые поступали в профильное управление.
| Новая постоянная сеть | Новая постоянная сеть  | Новая постоянная сеть            | Новая постоянная сеть | Новая постоянная сеть |
| №                     | Пункт отправления      | Пункт предназначения             | Маршрут | Длина (км)            |
| --------------------- | ---------------------- | -------------------------------- | --- | --------------------- |
| 20                    | Железнодорожный вокзал | Улица Независимости              | проспекты Победы и Мира, улицы Казацкая, Любечская |                       |
| 21                    | Александровка          | Автозавод                        | проспекты Михаила Грушевского и Левка Лукьяненко, улицы Шевченко и Александра Молодчего, проспекты Победы и Мира |                       |
| 22                    | Химволокно             | Автозавод                        | улица Ивана Мазепы, проспект Мира | 10,7                  |
| 24                    | Железнодорожный вокзал | улица Защитников Украины         | через Всехсвятскую улицу; проспект Победы, улица Александра Молодчего, проспекты Михаила Грушевского и Левка Лукьяненко, улицы Всехсвятская, Пухова |                       |
| 24А                   | Железнодорожный вокзал | улица Защитников Украины         | через улицу 1 Танковой бригады; проспект Победы, улица Александра Молодчего, проспекты Михаила Грушевского, улицы 1 Танковой бригады, Пухова |                       |
| 25                    | Завод Силикат          | улица Курсанта Еськова           | улицы Лесковицкая, Толстого, Елецкая, просп. Мира, Ивана Мазепы, Любецкая, Репкинская, Теробороны, Леонида Пашина, Глебова, Красносельского, Независимость, Любечская, Казацкая, просп. Мира, Михалевича |                       |
| 25А                   | Завод Силикат          | Певцы                            | улицы Лесковицкая, Толстого, Елецкая, просп. Мира, Ивана Мазепы, Любечская, Репкинская, Теробороны, Леонида Пашина, Глебова, Красносельского, Независимость, Любечская, Казацкая, просп. Мира, Михалевича, Академика Рыбакова |                       |
| 26                    | Астра                  | Пляж Золотой берег               | улицы Славутичская, Циолковского, Дмитрия Самоквасова, Текстильщиков, Попова, Днепровская, Теробороны, Репкинская, Любецкая, Вячеслава Чорновола, просп. Мира, просп. Победы, Александра Молодчего, Береговая |                       |
| 27                    | Улица Циолковского     | Городская больница № 2           | улицы Циолковского, Текстильщиков, Дмитрия Самоквасова, Циолковского, Ивана Мазепы, Толстого, Елецкая, Преображенская, Василия Тарновского, Шевченко, просп. Левка Лукьяненко, Доценко, Генерала Пухова, 1 Танковой бригады, просп. Михаила Грушевского |                       |
| 28                    | Железнодорожный вокзал | Кладбище Яцево                   | просп. Победы, улица Ивана Мазепы, просп. Мира, просп. Победы, улицы Княжая, Шевченко, Кленовая улицы Кленовая, Шевченко, Василия Тарновского, Гетмана Полуботка, Пятницкая, просп. Победы, просп. Мира, Ивана Мазепы, просп. Победы |                       |
| 29                    | Автозавод              | Химволокно                       | просп. Мира, ул. Квитневая, ул. Подводника Китицына, ул. Любецкая, ул. Независимость, ул. Любецкая, ул. Ивана Мазепы, просп. Мира, просп. Победы, ул. Ивана Мазепы. |                       |
| 30                    | Автозавод              | Автозавод                        | Кольцевой маршрут; ул. Кольцевая, просп. Мира, ул. Тычины, ул. Инструментальная, ул. Казачья, просп. Мира, просп. Победы, ул. Княжеская ул. Шевченко, просп. Левка Лукьяненко, просп. Михаила Грушевского, ул. 1-й танковой бригады, ул. Генерала Пухова, ул. Доценко, просп. Левко Лукьяненко, ул. Шевченко, ул. Гетьмана Полуботка, ул. Пятницкая, просп. Победы, просп. Мира, ул.Кольцевая |                       |
| 31                    | Подусовка              | Черниговский завод радиоприборов | ул. Теробороны, ул. Староделовская, ул. Жабинского, просп. Победы, просп. Мира, ул. Киевская ул. 77 Гв. Дивизии, просп. Левко Лукьяненко, ул. Защитников Украины |                       |
| 33                    | Заречный               | село Новосёловка                 | улицы Ивана Мазепы, просп. Победы, просп. Михаила Грушевского, просп. Левко Лукьяненко, ул. Всехсвятская, ул. Генерала Пухова, ул. Защитников Украины, ул. Кольцевая, ул. Шевченко |                       |
| 37                    | улица Курсанта Еськова | Железнодорожный вокзал           | улица Лётная, просп. Мира, просп. Победы |                       |